# Idealna tekućina
Idealna tekućina je hipotetska tekućina u kojoj među slojevima ne djeluje nikakva sila te oni (slojevi) slobodno klize jedni preko drugih, a brzine svih slojeva u nekom prerezu cijevi jednake su. 
Protjecanje je laminarno - slojevi su međusobno usporedni i ne miješaju se međusobno. 
U modelu idealne tekućine zanemarujemo interakciju među slojevima tekućine te između tekućine i stijenkâ cijevi. 
Za protjecanje idealne tekućine vrijedi Bernoullijev zakon očuvanja energije.